# لفظة أوائلية

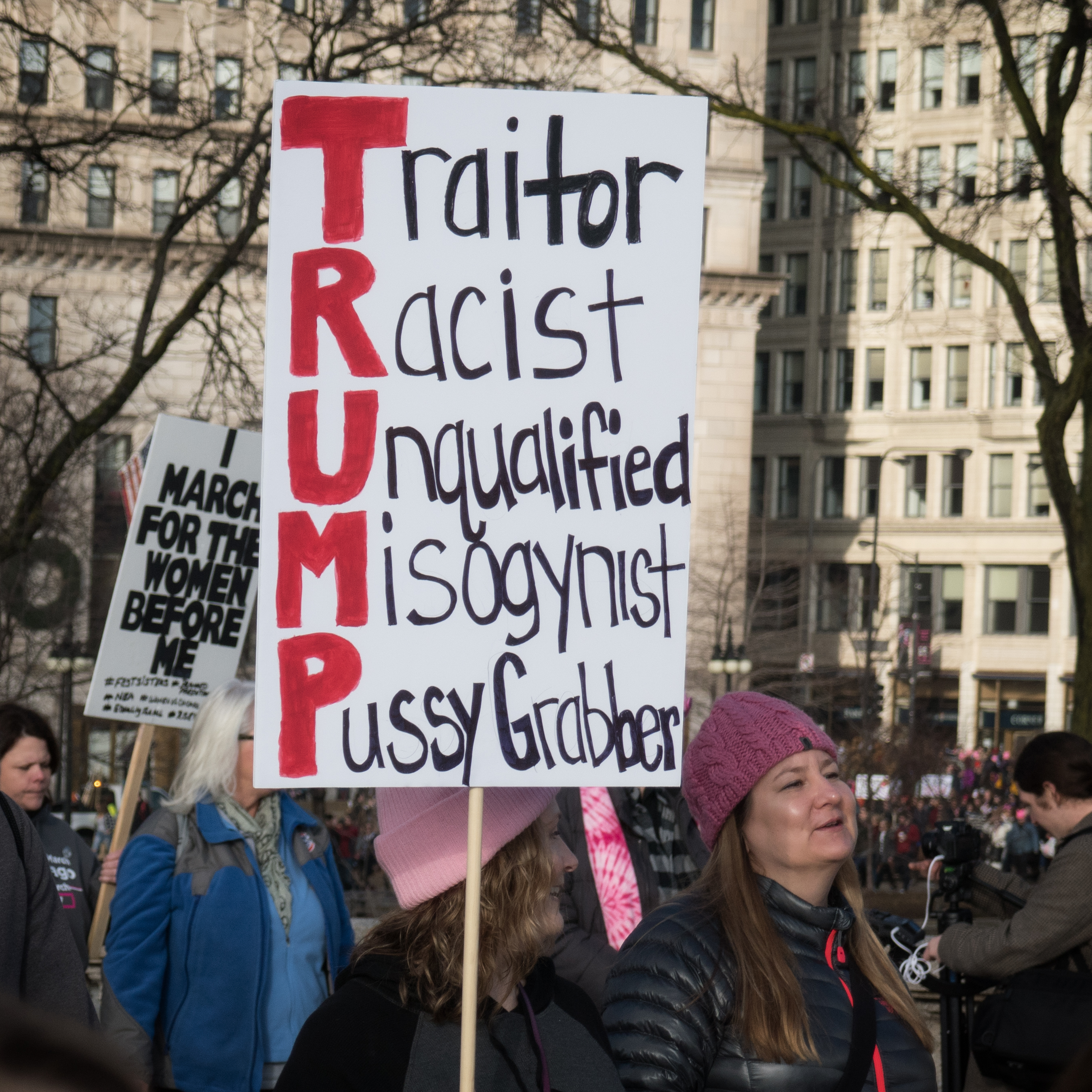
كلمة منحوطة في تظاهرات نسوية

الأوائلية أو اللفظة الأوائلية أو التسمية الأوائلية أو الكلمة الأوائلية هو كل لفظ مركب من أوائل حروف مجموعة من الكلمات من باب اختصارها.

## الأسماء
النَّحْط (لفظ منحوت من نحت طرفي) وتُسمى الكلمة المولدة بهذه الطريقة منحوطة، أو التَّرخيمة أو التسمية الاستهلالية أو المقتَطع الهجائي أو المُختزل اللفظي المختزل اللفظي الأوائلي أو المختزل النحتي أو الأوائلية النحتية أو المنحوت أو الكلمة المنحوتة أو منحوتات بدوء أو أكرونيم أو النحت الهجائي أو الرمز الاختصاري أو اختصار أوائلي أو المُختصَر.

## الأنواع

### نحط أمامي
البكرونيم (مركب مزجي من الإنجليزية back بك «خلف» وacronym أكرونيم) يكون بتفسير الحروف التي ترمز إلى أكرونيم بطريقة مخالفة للتي بني عليها.

### نحط خلفي
الأبرونيم (مركب مزجي من الإنجليزية apropos أبروبو «مناسب» وacronym أكرونيم) كلمة يناسب معناها تفسيرها.

## وصلات خارجية
(بالعربية)
- حجازي، محمود. الاختصارات الحديثة في وسائل الإعلام بين الترجمة والاقتراض.

(بالإنجليزية)
- abbreviatons.com